# 2014年ブルキナファソ反政府運動
2014年ブルキナファソ反政府運動（2014ねんブルキナファソはんせいふうんどう）は、2014年10月28日よりブルキナファソで発生した、ブレーズ・コンパオレ政権の退陣を要求した民衆蜂起である。この結果、軍によって政権掌握が宣言され、27年間政権を維持したコンパオレは大統領の座を追われた。

## 背景
1987年10月にコンパオレ大尉は友人でもあったトーマス・サンカラ大統領を暗殺し、自ら人民戦線議長（国家元首に相当）に就任し実権を握った。1991年6月には新憲法が国民投票にて採択され、ブルキナファソに大統領制が敷かれた。以降1991年12月、1998年11月、2005年11月、そして2010年11月の大統領選挙にて当選し続け、2014年10月の時点で27年間もの長期政権を維持してきた。2002年に改正された憲法では大統領の3選は禁止されており、コンパオレは憲法改正以降から数えても2015年11月に予定されている大統領選挙には出馬できないこととなっていた。
ブルキナファソの政情は西アフリカ諸国の中では比較的安定していたが、国民の間には汚職や経済格差に対する不満が募っていたとも指摘されている。

## 推移

### 反政府デモ勃発
コンパオレが自身の2015年大統領立候補を可能とする憲法改正案を提出したことを受け、2014年10月28日、これに反対する学生など数万人が首都ワガドゥグーにて反政府運動を展開。コンパオレの大統領辞任を求めた。10月30日午前には数百人の反政府デモ隊が議会議事堂や国営テレビ局、与党本部に侵入して略奪行為を行い、また建物や車に火を放った。議事堂前では治安部隊がデモ隊に威嚇射撃を行ったが勢いは止まらず、国営テレビによる中継は中断された。デモ隊は大統領府前にも集結し、治安部隊が実弾や催涙弾を発射した。野党指導者ベネバンデ・サンカラによればこの日までに約30人が死亡し、100人が負傷した。
こうした混乱を受け、30日に行われるはずであった改憲案の審議は取りやめとなった。30日午後、コンパオレはラジオで暴力の停止を呼びかけ、また改憲案を撤回した。またこれとは別に国家非常事態を宣言する声明がコンパオレにより発表されたが、数時間後にテレビ演説を行った際にこれを取り消した。そもそもの声明には日付が書かれておらず、大統領の署名は通常の筆跡と異なっていたともされており、この声明は有効であるか疑問視する報道もなされていた。

### 軍が政権を掌握
10月30日20時、軍は緊急に記者会見を行い、オノレ・トラオレ陸軍参謀長による公式声明を発表した。軍は政権掌握を宣言し、午後7時から午前6時までの夜間外出禁止令を発令した。コンパオレ政権の解体と議会の解散を行い、12ヶ月以内に憲法秩序を取り戻し暫定政権を発足させることも合わせて発表した。この時点でコンパオレの所在は明らかとなっていなかったが、その日のうちにコンパオレはテレビ演説で大統領辞任を否定。ただし、民主的に選出された大統領への権限移譲については協議する意向を示し、自らの国家非常事態宣言も取り消した。翌日には陸軍本部前に反政府デモ隊が集結し大統領退陣を要求した。
結局、コンパオレは31日になってtwitter上で大統領辞任を表明し、27年間に及ぶ長期政権はここに幕を下ろした。コンパオレは直ちに首都ワガドゥグーを脱出し、ガーナとの国境地域に車で向かい、最終的にコートジボワールの最大都市アビジャンの郊外に滞在することとなった。ベネバンデ・サンカラは一連の軍の動きをクーデターと表現した。

### 軍政に対する批判
ブルキナファソでは大統領が辞任した場合、議会議長が暫定的に国家元首を務めることとなっていたが10月31日、トラオレ陸軍参謀長が国家元首への就任を表明する。しかし、反政府デモ隊の中にはトラオレをコンパオレの側近とみなす者もおり、全面的な支持を得られておらず、31日にはトラオレに対する抗議デモが数千人規模で発生した。むしろ反政府勢力内部ではイザック・ヤクーバ・ジダ中佐の人気が高く、ジダ自身もトラオレを批判しており、同日中にラジオ・フランス・アンテルナショナルに対して自ら元首就任を宣言した。またこのほか、退役大将のクアメ・ルゲ(Kouame Lougue)の名前も取り沙汰されるなど、軍内部で対立が起こっていることが示唆された。結局、11月1日に開催された軍幹部による会議の結果、暫定的な国家元首にはジダが就任することがトラオレを含め全会一致で支持された。ジダはテレビ演説を行い、政権引き継ぎを表明。速やかな政権移譲も求めた。
これに対して野党勢力や反政府デモに参加した市民団体は軍政を批判し、文民による民主的な政権移行を要求。11月2日にワガドゥグー市内でジダ退陣を求め大規模デモを実施し、軍はデモ隊に威嚇射撃を行い強制排除を行った。野党勢力の指導者2人が国営放送に乗り込み自らを暫定指導者と宣言しようと試みたが、技術スタッフが職務を行わず失敗に終わった。

## 各国の反応
- アフリカ連合 - 事態の沈静化を目的として、部隊を派遣する用意があると表明[8]。
- 日本 - 外務省は一連の事態を憂慮し、全ての関係者に対する自制と、平和的な解決を求める報道官談話を発表[7]。